# Lőrincz Tamás
Lőrincz Tamás (Cegléd, 1986. december 20. –) olimpiai bajnok, világbajnok és négyszeres Európa-bajnok magyar birkózó. Testvére Lőrincz Viktor olimpiai- és világbajnoki ezüstérmes, Európa-bajnok birkózó.

## Pályafutása
2002-ben a kadett Eb-n volt 7. helyezett (46 kg). Egy év múlva negyedik volt ugyanebben a korosztályban a kontinensvidalon (50 kg). 2004-ben hatodik volt a felnőtt ob-n. 2005-ben a junior vb-n volt tizedik. 2005-ben és 2006-ban lett ezüst- majd aranyérmes a kötöttfogású ob-n. 2006-ban élete első felnőtt világversenyén Európa-bajnok lett 66 kg-ban. A kantoni vb-n kiesett. A junior Eb-n majd a junior vb-n egyaránt harmadik volt. A 2007-es vb-n ötödik lett. Ezzel olimpiai kvótát szerzett. 2008-ban ezüstérmes volt a csapat-világkupán. Az Eb-n és az olimpián is nyolcadik helyen végzett.
2009-ben ötödik lett az világbajnokságon. A következő évben az Európa-bajnokságon bronzérmes, a vb-n ötödik lett. 2011-ben Európa-bajnoki bronzérmes lett. A világbajnokságon ötödik helyen végzett. 2012-ben nem indult az Eb-n. Áprilisban a kínai kvalifikációs viadalon szerzett olimpiai indulási lehetőséget, amivel élt is: augusztusban Londonban ezüstérmet nyert.
2013 márciusában megnyerte az Európa-bajnokságot. A budapesti világbajnokságon kiesett. 2014-ben 71 kilogrammos súlycsoportban is Európa-bajnokságot nyert. 2014-ben egyetemi birkózó-világbajnokságot nyert. A világbajnokságon bronzérmet nyert. A 2015-ös világbajnokságon kiesett. 2015-ben az isztambuli nemzetközi kötöttfogású birkózói viadalon aranyat nyert. 2016 áprilisában a nagybacskereki kvalifikációs versenyen kivívta az olimpiai indulás jogát. A riói olimpián a selejtezőben kikapott a dél-koreai Rju Han Szutól és búcsúzott a további küzdelmektől.
2017 novemberében tagja volt a csapat Európa-kupán második helyen végzett válogatottnak. A 2017-es újvidéki és a 2018-as, Kaszpijszkban rendezett Európa-bajnokságon bronzérmet szerzett. A 2017-es birkózó-világbajnokságon is bronzérmes volt, azonban Alekszandr Csehirkin később fennakadt a doppingvizsgálaton, így Lőrincz utólag ezüstérmes lett. A budapesti 2018-as birkózó-világbajnokságon 77 kilogrammban a döntőben  a négy hónapos eltiltást követően újra versenyző Cserhikin volt az ellenfele, 3–1-re az orosz nyerte a mérkőzést, Lőrincz ezüstérmes lett. 2019 júniusában bronzérmes lett a minszki Európa-játékokon. A Nur-Szultanban rendezett 2019-es birkózó-világbajnokságon aranyérmes lett 77 kilogrammban és olimpiai kvótát szerzett. Az elődöntőig vezető úton üzbég, ukrán és litván birkózókat győzött le, ott pedig kazah Askat Dilmuhamedovot ejtette ki 1-1-gyel, utolsó ponttal. A döntőben a svéd színekben versenyző Alex Bjurberg Kessidist 8-0-s döntő fölénnyel, technikai tussal győzte le. A 2021-es Európa-bajnokságon aranyérmet szerzett.
A koronavírus-járvány miatt 2021 nyarára halasztott tokiói olimpián a 77 kilogrammosok mezőnyében a legjobb nyolc közé jutásért a marokkói Zied Ayet Ikram ellen lépett volna szőnyegre, de ellenfele visszalépett a versenyzéstől. A negyeddöntőben a japán Jabiku Soheit múlta felül 3-1 arányban, az elődöntőben pedig 6-5 arányban győzött az iráni Mohammadali Garadzsi ellenében. A döntőben a kirgiz Akzsol Mahmudovot győzte le 2-1 arányban, ezzel pedig a visszavonulását korábban bejelentő Lőrincz pályafutása utolsó szőnyegrelépése alkalmával olimpiai bajnoki címet szerzett. Lőrincz ezzel Majoros István 2004-es győzelme óta az első, összességében a magyar birkózósport 20. olimpiai bajnoka lett.
Sportolói pályafutása után a Kozma István Magyar Birkózó Akadémia szakmai igazgatója lett. 2025 februárjában tagja lett a Nemzetközi Birkózó Szövetség sportolói bizottságának.

## Családja
Felesége Szabó Emese, lánya Dóra, aki 2017 júliusában, és fia Márton, aki 2019 októberében született. Fia Lőrincz Mártonról, az 1936-os berlini olimpia birkózó olimpiai bajnokáról kapta a nevét.

## Díjai, elismerései
- Pest megye legjobb sportolója választás, második helyezett (2006)
- Az év magyar férfi sportolója választás, harmadik helyezett (2006)
- Az év utánpótláskorú sportolója (2006) (a Nemzeti Sportszövetség díja)
- Az év magyar birkózója (2006, 2012, 2013, 2019,[18] 2021[19])
- Junior Prima díj (2007)
- A Magyar Érdemrend lovagkeresztje (2012)
- Cegléd díszpolgára (2012)[20]
- A Magyar Érdemrend tisztikeresztje (2021)[21]
- Csik Ferenc-díj (2025)[22]